# هاريبو
هاريبو (بالألمانية: HARIBO GmbH & Co. KG) هي شركة ألمانية لإنتاج الحلويات، أسسها هانس ريغل عام 1920 في غرفة صغيرة في منزله، في مدينة بون الألمانية. واسم الشركة مستوحى من اسم المؤسس والمدينة، فقد أخذ من كل اسم أول حرفين: (هـانس ريـغل بـون). وهي من أشهر العلامات التجارية المعنية بتصنيع وإنتاج حلوى الجيلي والسكاكر في العالم. وتوزع منتجاتها في أكثر من 100 بلد حول العالم، وتنتج حلوى الجيلي الحلال في تركيا. وأشهر منتجات الشركة هي الدببة الهلامية الصغيرة التي بدأت بإنتاجها عام 1922، والتي أصبحت علامة تجارية مسجلة باسمها.

## وصلات خارجية
- الموقع الرسمي